# روی ویلکینز
روی ویلکینز (انگلیسی: Roy Wilkins; ۳۰ اوت ۱۹۰۱ – ۸ سپتامبر ۱۹۸۱) سیاست‌مدار به عنوان یکی از فعالان جنبش حقوق مدنی سیاهپوستان آمریکا (۶۸–۱۹۵۵) در ایالات متحده شناخته شد. نقش برجسته ویلکینز در رهبری انجمن ملی پیشرفت رنگین‌پوستان (NAACP) بود.

## دوران جوانی
ویلکینز در ۳۰ اوت ۱۹۰۱ در سنت لوئیس، میزوری متولد شد. از آنجا که پدرش به دلیل تمرد در مقابل سفید پوستان و ترس از دستگیری و اعدام از شهر فرار کرده بود؛ هنگام تولد او حضور نداشت. زمانی که چهار ساله بود مادرش به دلیل بیماری سل درگذشت و به همراه خواهرش در توسط عمه و عمویش در مجتمع سینت پل، مینه‌سوتا بزرگ شد و به مدرسه رفت. عمو زاده اش راجر ویلکینز بود. ویلکینز در سال ۱۹۲۳ از دانشگاه مینه سوتا در رشته جامعه‌شناسی مدرک کارشناسی گرفت.
در سال ۱۹۲۹ با آمیندا بادو یک مددکار اجتماعی ازدواج کرد ولی از او فرزندی نداشت. آمیندا دو فرزند هازل ویلکینز کلتن عمو زاده اش نویسنده ای از شبه جزیره فیلادلفیا را بزرگ کرد.

## شغل اولیه
ویلکینز در زمانی که به کالج رفت بعنوان یک روزنامه‌نگار در روزنامه مینه سوتا دیلی کار کرد و سردبیر روزنامه سیاه‌پوستان آمریکا اپیل The Appeal شد. پس از فارغ‌التحصیلی در سال ۱۹۲۳ به سردبیری روزنامه د. کال The Call درآمد.
رویارویی او با قوانین جیم کراو باعث شد فعالیت‌هایش را شروع کند و در سال ۱۹۳۱ به عنوان دستیار والتر فرانسیس وایت رئیس انجمن ملی پیشرفت رنگین پوستان NAACP به نیویورک سیتی نقل مکان کرد. از سال ۱۹۴۹ تا ۱۹۵۰، ویلکینز مدیریت جنبش ملی اضطراری حقوق مدنی که در بر گیرنده بیش از ۱۰۰ گروه محلی و ملی بود را بدست گرفت. در زمان جنگ جهانی دوم نیز به عنوان مشاور جنگی خدمت کرد.

## رهبری انجمن ملی پیشرفت رنگین پوستان

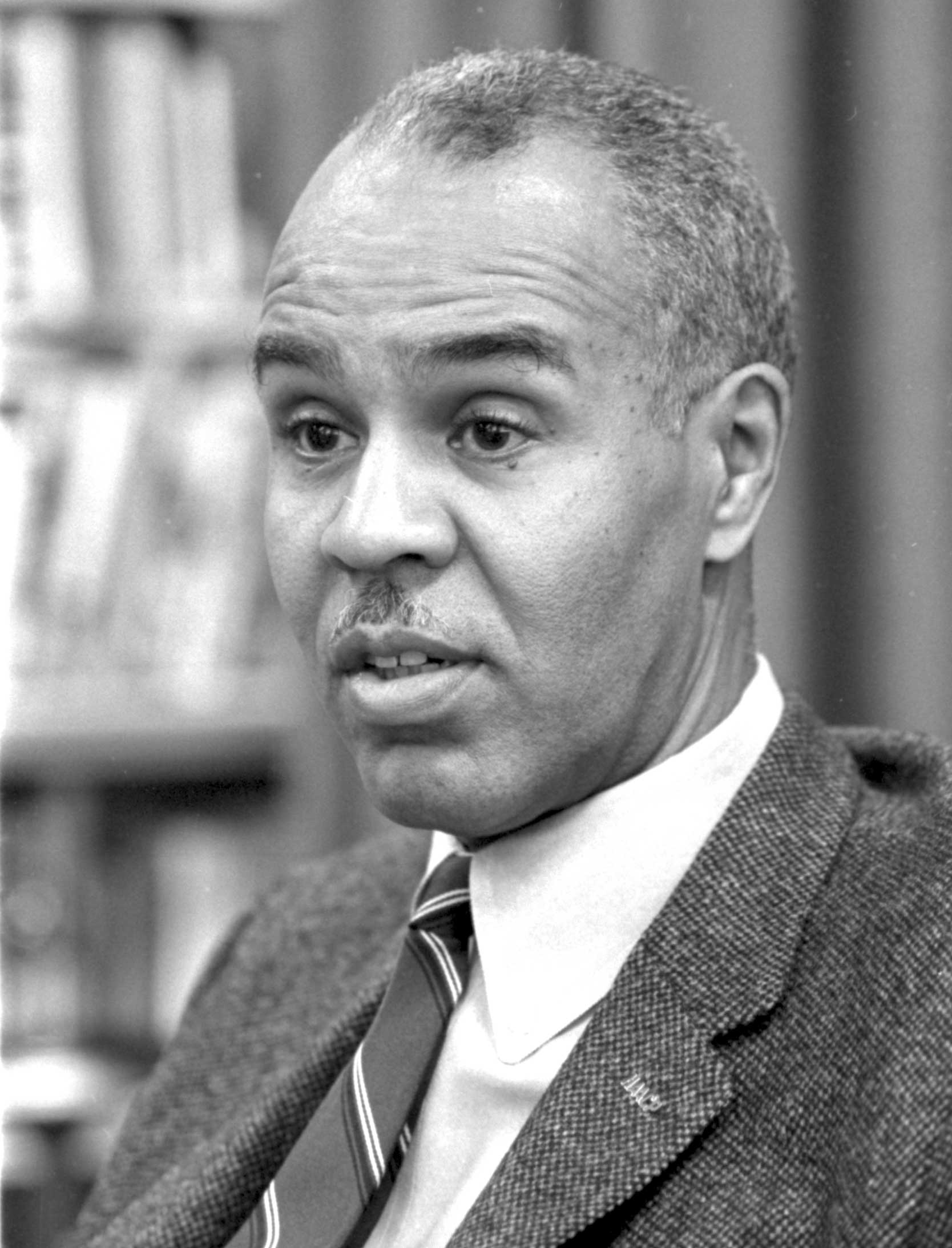
روی ویلکینز به عنوان دبیر اجرایی NAACP در سال ۱۹۶۳.

در سال ۱۹۵۵، روی ویلکینز به عنوان دبیر اجرایی NAACP انتخاب و در سال ۱۹۶۴ مدیر اجرایی آن شد. او به عنوان سخنگوی رسمی جنبش حقوق مدنی شهرت بالایی را به دست آورد. یکی از اولین اقدامات او حمایت از فعالان حقوق مدنی در میسیسیپی بود که به وسیله اعضای شوراهای شهروندان سفیدپوست تحت فشار قرار داشتند.
ویلکینزاز طرح بانکی دکتر هوارد که مدیریت شورای منطقه ای سیاهان در ماوند بایو، ایالت می‌سی‌سی‌پی را به عهده داشت و سازمانهای حقوق مدنی در این استان را رهبری می‌کرد، حمایت کرد. بر اساس این طرح، شرکت‌های سیاه و سفید و انجمن‌های داوطلب، حساب‌های خود را به بانک مشترک ممفیس تنسی انتقال دادند.
در پایان سال ۱۹۵۵ نزدیک به ۳۰۰ هزار دلار در این بانک جمع‌آوری شد. این پول بانک ممفیس را قادر کرد تا به سیاهانی که خواهان وام بانکی بودند ولی بانک‌های سفیدپوستان به آنها وام نمی‌دادند، وام بدهند. ویلکینز در راهپیمایی به سوی واشینگتن برای کار و آزادی (اوت ۱۹۶۳)، سه راهپیمایی راهپیمایی‌های سلما به مونتگمری در سال ۱۹۶۵ و راهپیمایی علیه ترس در سال ۱۹۶۶ شرکت داشت و در سازماندهی آنها سهیم بود.

## عقاید
ویلکینز در طول جنگ سرد یک لیبرال حامی و پشتیبان ارزشهای آمریکایی و مخالف حضور کمونیست‌ها در جنبش حقوق مدنی بود. او به دلیل مواضع ضد کمونیستی اش مورد انتقاد بعضی جنبش‌های چپ طرفدار حقوق مدنی قرار داشت.

## جوایز
ویلکینز همچنین برندهٔ جوایزی همچون نشان اسپینگارن و نشان افتخار آزادی رئیس‌جمهوری شده‌است.